# Cuto
Cuto è un personaggio immaginario protagonista di una omonima serie a fumetti creata da Jesús Blasco nel 1935 e pubblicata negli anni quaranta e cinquanta sulla rivista Chicos; è il più famoso personaggio dei fumetti spagnoli.

## Caratterizzazione del personaggio
Il personaggio é un ragazzo spagnolo che vive a San Francisco, in California dove lavora come giornalista e questo lo porta a seguire casi polizieschi e di spionaggio internazionale in giro per il mondo; non ci sono riferimenti alla Spagna a parte la nazionalità del personaggio.

## Storia editoriale
Il personaggio venne creato da Blasco nel 1935 ma divenne protagonista di una serie a fumetti solo dopo il ritorno dell'autore a Barcellona nel 1940, dopo un periodo in un campo di concentramento in Francia, quando iniziò a collaborare colla rivista Chicos, diretta da Consuelo Gil. A causa della mancanza di carta, produrrà tre quarti della serie senza poter cancellare o ritoccare alcuna pagina; molte di queste serie sono andate perdute.
La prima storia della serie, El Pequeño Policía, venne edita dal n. 143 al n. 158 della rivista Chicos nel 1940; seguita da Sin Rumbo (dal n. 161 al n. 202 del 1941/1942), El Pájaro Azul (Cuto héroe del aire) (albo di 44 pagine pubblicato da Ediciones Chicos nel 1942) e El Mundo Perdido (storia di 59 pagine dal n. 206 al n. 267 di Chicos del 1942/1943); seguirono Tragedia en Oriente (n. 343-383 di Chicos, 1945/1946) e En los dominios de los sioux (n. 385-448 di Chicos, 1946/1947).